# Naturschutzgebiet Ronsfeld
Das Naturschutzgebiet Ronsfeld ist ein 9,82 ha großes Naturschutzgebiet (NSG) südlich von Elkeringhausen im Stadtgebiet von Winterberg. Das Gebiet wurde 2008 mit dem Landschaftsplan Winterberg durch den Hochsauerlandkreis als (NSG) ausgewiesen.

## Beschreibung
Das NSG umfasst die Talmulde, in der die Burmecke entspringt, mit ihrem Grünland. Das Grünland wird meist mit Rindern beweidet. Neben Nassgrünland an der Burmecke befinden sich Magerweiden am nördlichen Talhang im NSG. Teilweise sind am Ostrand Waldränder der Alte Grimme ins NSG einbezogen.

## Schutzzweck
Das NSG soll Bach, Grünland und Wald mit seinem Arteninventar schützen. Wie bei allen Naturschutzgebieten in Deutschland wurde in der Schutzausweisung darauf hingewiesen, dass das Gebiet „wegen der Seltenheit, besonderen Eigenart und Schönheit des Gebietes“ zum Naturschutzgebiet erklärt wurde.